# Silene sciaphila
Silene sciaphila är en nejlikväxtart som beskrevs av Melzh. och Rech. f. Silene sciaphila ingår i släktet glimmar, och familjen nejlikväxter. Inga underarter finns listade i Catalogue of Life.